# Knovíz
Knovíz är en ort i Tjeckien.   Den ligger i regionen Mellersta Böhmen, i den centrala delen av landet, 24 km nordväst om huvudstaden Prag. Knovíz ligger 234 meter över havet och antalet invånare är 506.
Terrängen runt Knovíz är huvudsakligen lite kuperad. Knovíz ligger nere i en dal. Runt Knovíz är det mycket tätbefolkat, med 1 411 invånare per kvadratkilometer. Närmaste större samhälle är Kladno, 7,6 km söder om Knovíz. Trakten runt Knovíz består till största delen av jordbruksmark.